# 마운틴 패트롤
《마운틴 패트롤》(중국어: 可可西里)/(영어: Mountain Patrol)는 2004년에 개봉한 중국 영화이다.

## 출연
- 둬부제 - 르타이
- 장뢰 - 가위
- 기량 - 류동
- 조설영 - 렁쉐
- 마점림 - 마잔린

## 한국판 성우진(KBS)
- 오세홍 - 르타이(둬부제)
- 전인배 - 가위(장뢰)
- 유만준 - 마잔린(마점림)
- 이재용 - 류동(기량)
- 오길경 - 렁쉐(조설영)
- 정훈석 - 핑춰
- 류다무현 - 낚시꾼
- 변영희 - 바딩
- 고재균 - 낚시꾼
- 최정호 - 다와
- 유호한 - 이시
- 윤동기 - 아화
- 진웅 - 밀렵꾼
- 최창석 - 밀렵꾼